# Wiesiegonsk
Wiesiegonsk (ros. Весьего́нск), to miasto położone w zachodniej Rosji na terenie obwodu twerskiego, centrum administracyjne Rejonu wiesiegońskiego, 253 km na południe od Tweru.
Miasto założone w 1524 roku. W XVIII/XIX wieku ważne miasto handlowe, którego znaczenie wzrosło po otwarciu w 1811 Kanału Tichwińskiego, łączącego Wołgę z Morzem Bałtyckim. Od 1923 miasto, w 1940 zostało zatopione w związku z budową Zapory Rybińskiej i zbudowane w nowym miejscu.
Z zabytków w mieście warto wspomnieć o 3 cerkwiach z przełomu XIX/XX wieku.